# Dušan Herda
Dušan Herda (Jác, 1951. július 15. –) Európa-bajnok csehszlovák válogatott szlovák labdarúgó. Testvére, Peter Herda (1956–) válogatott labdarúgó.

## Pályafutása

### A válogatottban
1972-ben 2 alkalommal szerepelt a csehszlovák válogatottban. Tagja volt az 1976-ban Európa-bajnokságot nyerő válogatott keretének.

## Sikerei, díjai
Dukla Praha
- Csehszlovák bajnok (2): 1981–82,1982–83

Csehszlovákia
- Európa-bajnok (1): 1976